# مطار تيرانا الدولي
مطار تيرانا الدولي (بالألبانية: Aeroporti Ndërkombëtar i Tiranës Nënë Tereza)(إياتا: TIA، إيكاو: LATI) هو مطار دولي يقع في مدينة تيرانا في ألبانيا، ويعرف أيضاً باسم مطار الأم تيريزا (Nënë Tereza) الذي أطلق عليه في عام 2001. وهو المطار الدولي الوحيد في ألبانيا

## منشآت المطار
في 23 ابريل 2005 حصلت شركة مطار تيرانا الدولي على امتياز لإدارة وتشغيل مطار تيرانا الدولي لمدة 20 عامًا. الامتياز يتضمن إنشاء صالة ركاب جديدة، بدلا من الصالة الحالية ويتضمن الامتياز أيضا تطوير البنية التحتية للمطار بما في مبنى مستقل لمواقف السيارات وأيضاً طريق لعبور السيارات ومركز للشحن الجوي.
وتم تدشين المشآت الجديدة للمطار في شهر مارس من عام 2007، الذي شهد من افتتاحة زيادة كبيرة في اعداد المسافرين وزيادة أخرى في حركة الشحن جاوزت الطاقة الاستيعابية لمنشآت المطار خلال السنة الأولى من افتتاحها، وبالتالي أعلن في شهر يوليو عن توسعة جديدة لصالة الركاب من المتوقع الانتهاء منها في شهر سبتمبر من عام 2009.

## خطوط وشركات الطيران

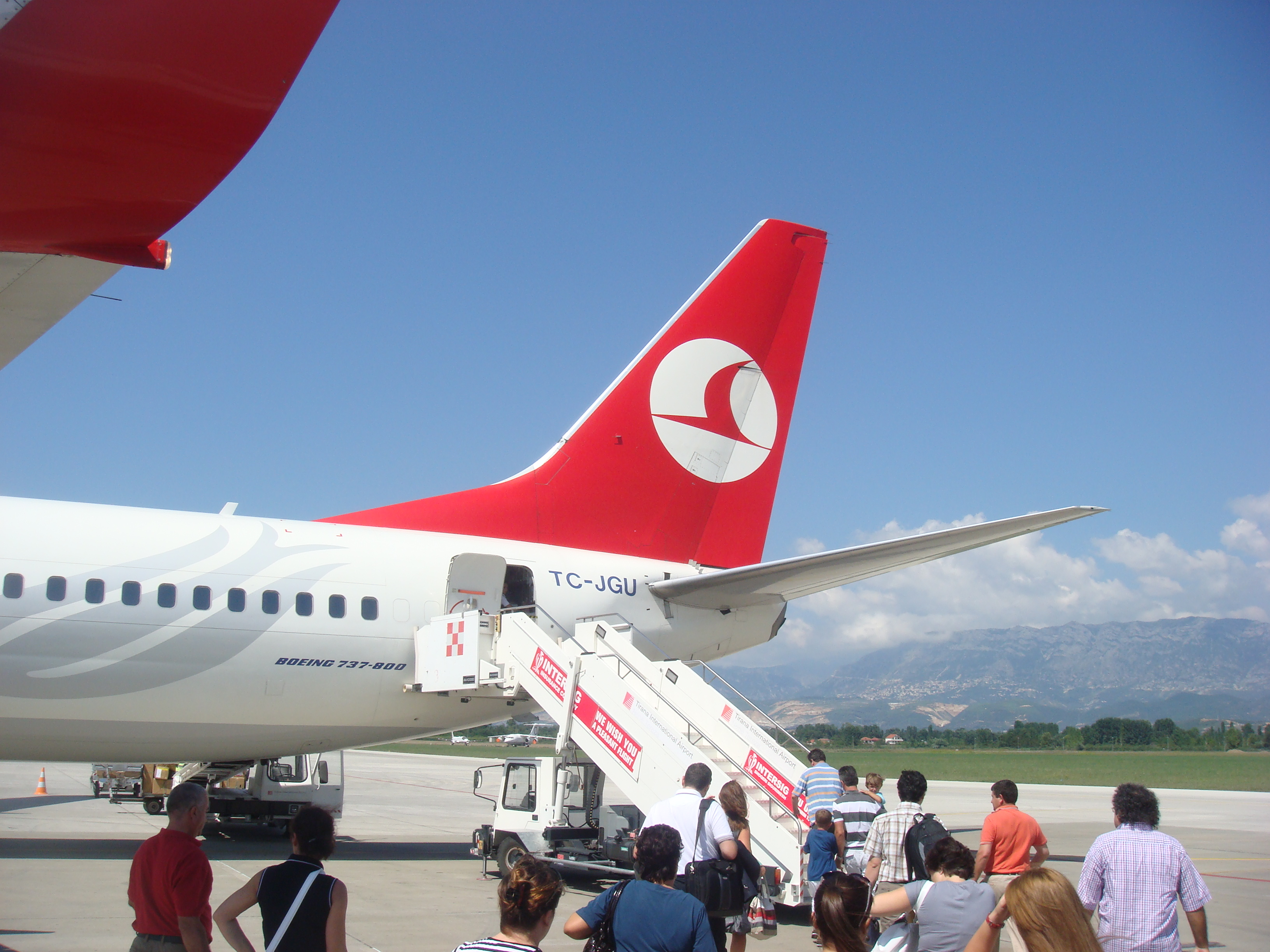
الخطوط الجوية التركية في مطار تيرانا

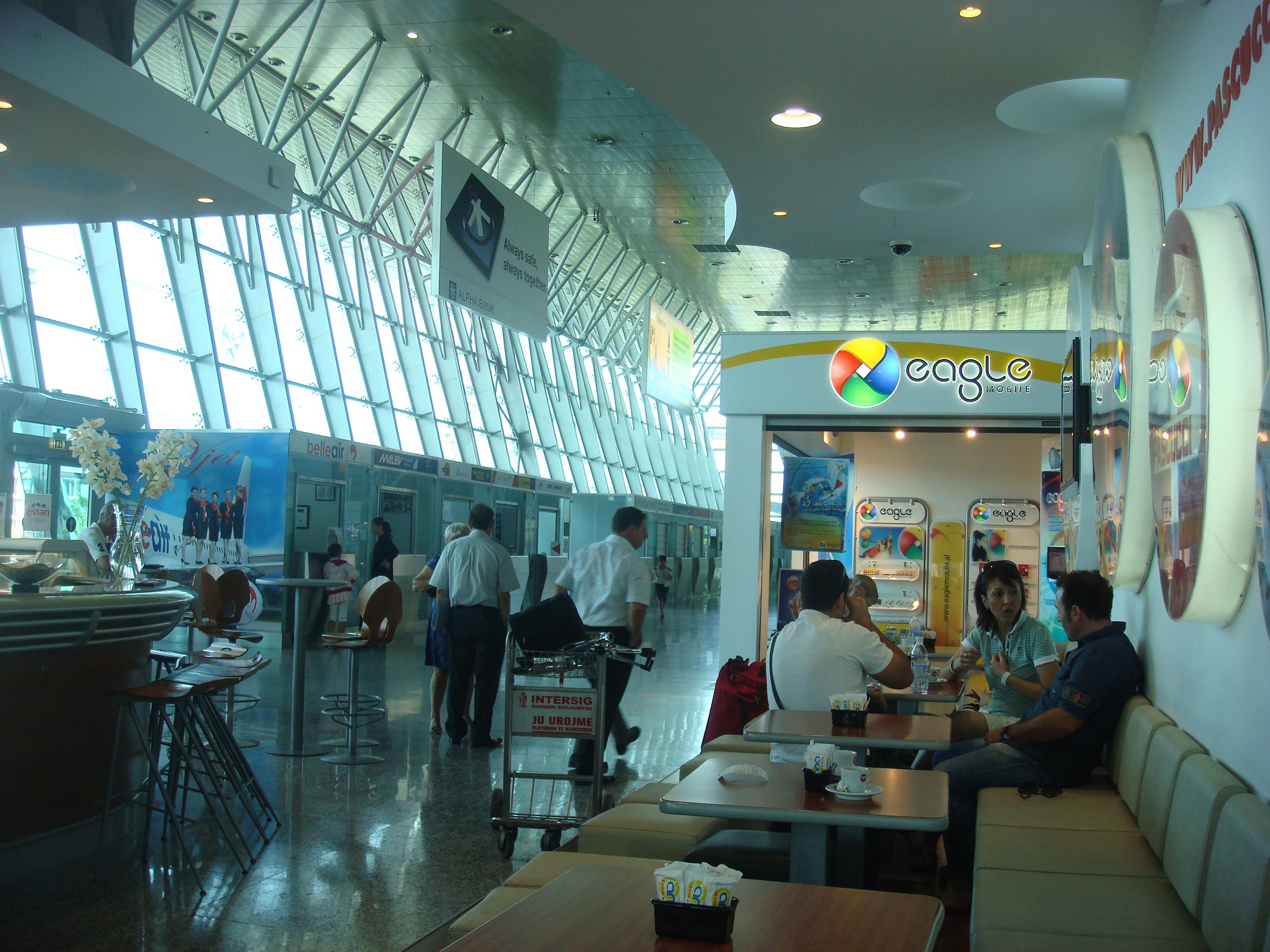
صالة الركاب في مطار تيرانا

| شركـات طيـران                    | الوجهات |
| -------------------------------- | --- |
| طيران إيجيان                     | مطار أثينا الدولي موسمي: مطار كاندية الدولي ‏ |
| طيران ألبانيا                    | مطار أوريو أل سيريو، مطار بولونيا، مطار دوسلدورف الدولي، مطار إسطنبول الدولي، مطار لندن ستانستد، مطار مالبينسا، مطار بيزا الدولي، مطار ليوناردو دا فينشي، Verona موسمي: مطار أنطاليا، مطار ميلاس بودروم (تبدأ في 20 يونيو 2023) موسمي عارض: مطار لشبونة (تبدأ في 25 يونيو 2023)، مطار بورتو الدولي (تبدأ في 25 يونيو 2023) |
| إير كايرو                        | موسمي عارض: مطار القاهرة الدولي، مطار الغردقة الدولي، مطار شرم الشيخ الدولي |
| الخطوط الجوية الفرنسية           | موسمي: مطار باريس شارل ديغول |
| Air Montenegro                   | موسمي عارض: مطار سراييفو الدولي (تبدأ في 19 يونيو 2023) |
| طيران صربيا                      | مطار نيكولا تسلا في بلغراد |
| Albawings                        | Ancona، مطار باري كارل فويتيالا ‏، مطار أوريو أل سيريو، مطار بولونيا، Florence، مطار جنوة كريستوفورو كولومبو، مطار مالبينسا، Perugia، مطار بيزا الدولي، مطار البندقية ماركو بولو، Verona موسمي: مطار لندن ستانستد، Rimini (تستأنف 2 يوليو 2023) |
| الخطوط الجوية النمساوية          | مطار فيينا الدولي |
| الخطوط الجوية البريطانية         | مطار لندن هيثرو |
| Buzz                             | موسمي عارض: مطار غدانسك ليخ فاونسا، مطار كاتوفيتشي، مطار كراكوف، Poznań، مطار ريغا الدولي، مطار فيلنيوس، مطار فروتسواف |
| Corendon Airlines                | موسمي عارض: مطار أنطاليا، مطار ميلاس بودروم |
| إيزي جيت                         | مطار جنيف الدولي، مطار غاتويك |
| Enter Air                        | موسمي عارض: مطار غدانسك ليخ فاونسا، مطار كاتوفيتشي، Poznań، مطار وارسو فريدريك شوبان، مطار فروتسواف |
| يورو وينجز                       | موسمي: مطار كولونيا بون الدولي، مطار دوسلدورف الدولي، مطار شتوتغارت الدولي |
| فلاي دبي                         | مطار دبي الدولي |
| طيران ناس                        | موسمي: مطار الملك فهد الدولي، مطار الملك عبد العزيز الدولي، مطار الملك خالد الدولي |
| Freebird Airlines                | موسمي عارض: مطار أنطاليا، مطار ميلاس بودروم |
| طيران الخليج                     | موسمي عارض: مطار البحرين الدولي |
| أيبيريا (شركة طيران)             | موسمي عارض: مطار مدريد باراخاس الدولي (تبدأ في 20 يونيو 2023) |
| يسرائير                          | موسمي: مطار بن غوريون الدولي |
| إيتا (شركة طيران)                | مطار ليوناردو دا فينشي |
| طيران الجزيرة                    | موسمي: مطار الكويت الدولي (تبدأ في 27 يونيو 2023) |
| خطوط لوت الجوية البولندية        | مطار وارسو فريدريك شوبان موسمي: Warsaw–Radom موسمي عارض: مطار كاتوفيتشي |
| لوفتهانزا                        | مطار فرانكفورت، مطار ميونخ الدولي |
| آير شاتل النرويجية               | موسمي: مطار كوبنهاغن، مطار أوسلو-غاردرموين |
| خطوط بيغاسوس                     | مطار صبيحة كوكجن الدولي موسمي عارض: مطار أنطاليا |
| رايان إير                        | مطار بوفيه - تيه (تبدأ في 31 أكتوبر 2023)، مطار أوريو أل سيريو (تبدأ في 31 أكتوبر 2023)، مطار بولونيا (تبدأ في 31 أكتوبر 2023)، مطار هنري كواندا الدولي (تبدأ في 31 أكتوبر 2023)، مطار كاتانيا-فونتاناروسا (تبدأ في 31 أكتوبر 2023)، مطار بروكسل شارلروا الجنوب (تبدأ في 31 أكتوبر 2023)، مطار إدنبرة (تبدأ في 31 أكتوبر 2023)، مطار كراكوف (تبدأ في 31 أكتوبر 2023)، مطار لندن ستانستد (تبدأ في 31 أكتوبر 2023)، مطار مانشستر (تبدأ في 31 أكتوبر 2023)، مطار بيزا الدولي (تبدأ في 31 أكتوبر 2023)، مطار فاكلاف هافيل الدولي (تبدأ في 31 أكتوبر 2023)، مطار روما شيامبينو (تبدأ في 31 أكتوبر 2023)، مطار ستوكهولم أرلاندا (تبدأ في 31 أكتوبر 2023)، مطار تريفيزو (تبدأ في 31 أكتوبر 2023)، مطار وارسو مودلين (تبدأ في 31 أكتوبر 2023)، مطار ويزي (تبدأ في 1 نوفمبر 2023) |
| خطوط ترافل سيرفس الجوية          | موسمي: مطار فاكلاف هافيل الدولي موسمي عارض: مطار براتيسلافا الدولي (تبدأ في 19 يونيو 2023)، Brno، مطار بودابست فرانز ليست الدولي، مطار غدانسك ليخ فاونسا، مطار كاتوفيتشي، Poznań، Rzeszów، مطار فيلنيوس، مطار وارسو فريدريك شوبان |
| صن إكسبريس                       | موسمي: مطار أنطاليا |
| الخطوط الجوية الدولية السويسرية  | مطار زيورخ الدولي |
| ترانسافيا                        | موسمي: مطار باريس أورلي |
| توي فلاي بلجيكا                  | مطار بروكسل الدولي |
| الخطوط الجوية الدولية الأوكرانية | موسمي عارض: مطار كراكوف |
| ويز للطيران                      | مطار أبو ظبي الدولي، Ancona، مطار أثينا الدولي، مطار برشلونة الدولي، مطار باري كارل فويتيالا ‏، مطار بازل - ميلوز - فريبورغ الأوروبي، مطار بوفيه - تيه، مطار أوريو أل سيريو، مطار برلين براندنبرغ، مطار برمينغهام (تبدأ في 21 ديسمبر 2023)، مطار بولونيا، مطار بريمن (تبدأ في 19 ديسمبر 2023)، Brindisi (تبدأ في 3 يوليو 2023)، مطار بودابست فرانز ليست الدولي، مطار هنري كواندا الدولي (تبدأ في 29 أكتوبر 2023)، مطار كاتانيا-فونتاناروسا، مطار بروكسل شارلروا الجنوب، مطار كولونيا بون الدولي، مطار كوميزو-راغوزا (تبدأ في 26 سبتمبر 2023)، مطار دورتموند، مطار إدنبرة (تبدأ في 18 ديسمبر 2023)، مطار آيندهوفن، مطار جنوة كريستوفورو كولومبو، مطار فرانكفورت هان، مطار هامبورغ، مطار كارلسروه/بادن-بادن، مطار كراكوف (تبدأ في 18 ديسمبر 2023)، Lamezia Terme ‏ (تبدأ في 3 يوليو 2023)، مطار ليفربول (تستأنف 19 ديسمبر 2023)، مطار لندن لوتن، مطار ليون سانت إكسوبيري، مطار مدريد باراخاس الدولي، Malmö، مطار مالطا الدولي (تبدأ في 25 مارس 2024)، مطار ميمينجين، مطار مالبينسا، مطار نابولي، مطار نيس كوت دازور، مطار نورمبرغ، مطار باليرمو الدولي (تبدأ في 25 مارس 2024)، Perugia، مطار أبروتسو الدولي، مطار بيزا الدولي، مطار فاكلاف هافيل الدولي (تستأنف 18 ديسمبر 2023)، Rimini، مطار ليوناردو دا فينشي، مطار ساندفيورد، تورب، مطار صوفيا (تبدأ في 18 ديسمبر 2023)، Stockholm–Skavsta، Thessaloniki (تبدأ في 14 أغسطس 2023)، مطار تريفيزو، Trieste (تبدأ في 3 يوليو 2023)، مطار تورينو، مطار بلنسية (تبدأ في 19 ديسمبر 2023)، Verona، مطار فيينا الدولي، مطار وارسو فريدريك شوبان موسمي: مطار خانية الدولي ‏ (تبدأ في 25 مارس 2024)، مطار غدانسك ليخ فاونسا (تبدأ في 6 يوليو 2023)، مطار كاتوفيتشي، Poznań (تبدأ في 4 يوليو 2023)، مطار فروتسواف |

## الإحصائيات
شاهد source Wikidata query and sources.

## وصلات خارجية
- صورة جوية
- حالة الطقس في مطار تيرانا
- سجل الحوادث في مطار تيرانا